# Concistori di papa Benedetto XII

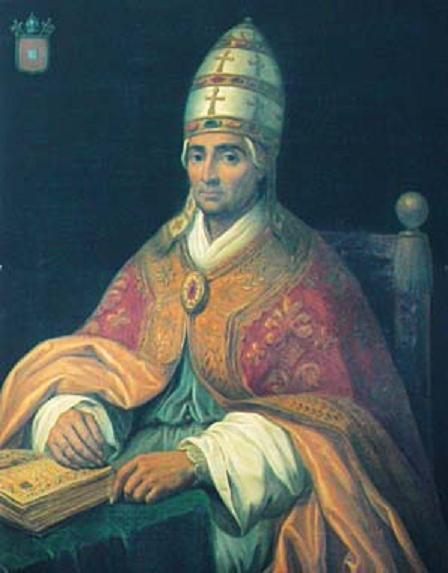
Papa Benedetto XII

Questa voce raccoglie l'elenco completo dei concistori per la creazione di nuovi cardinali presieduti da papa Benedetto XII, con l'indicazione di tutti i cardinali creati su cui si hanno informazioni documentarie (6 nuovi cardinali in 1 concistoro). I nomi sono posti in ordine di creazione.

## 18 dicembre 1338 (I)
- Gozzio Battaglia, patriarca titolare di Costantinopoli dei Latini; creato cardinale presbitero di Santa Prisca (morto nel giugno 1348)
- Bertrand de Déaulx, arcivescovo di Embrun; creato cardinale presbitero di San Marco (morto nell'ottobre 1355)
- Pierre Roger, O.S.B., arcivescovo di Rouen; creato cardinale presbitero dei Santi Nereo e Achilleo; poi eletto Papa Clemente VI il 7 maggio 1342 (morto nel dicembre 1352)
- Guillaume Court, O.Cist., vescovo di Albi; creato cardinale presbitero dei Santi Quattro Coronati (morto nel giugno 1361)
- Bernardo d'Albi, vescovo di Rodez; creato cardinale presbitero di San Ciriaco alle Terme Diocleziane (morto nel novembre 1350)
- Guillaume d'Aure, O.S.B., abate del monastero di Montolieu (Carcassonne); creato cardinale presbitero di Santo Stefano al Monte Celio (morto nel dicembre 1353)